# Milonga (danstillställning)

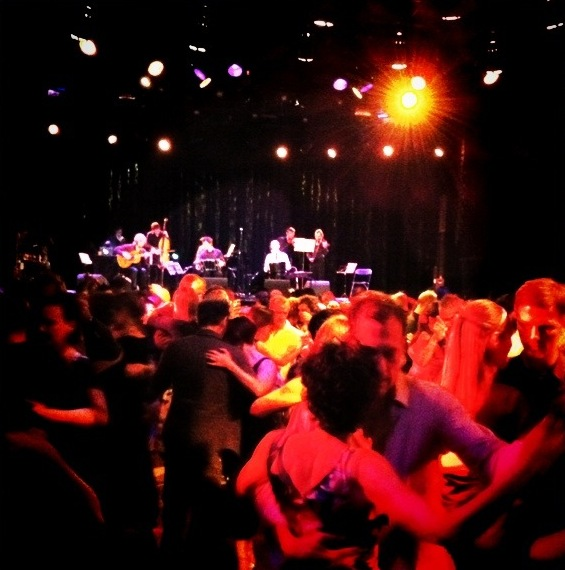
Milonga med levande musik

Milonga är en danskväll där man spelar tangomusik, vals eller milonga.
I den traditionella terminologin betecknar milonga en danskväll där man inte som på en praktika då och då avbryter sin dans för att öva på stegsekvenser. Milongan är ett festligt tillfälle då man gärna klär upp sig.
De lokaler som regelbundet arrangerar milongor benämns också milongor. I Buenos Aires finns flera kända milongor.